# Wolfgang Storch (Dramaturg)
Wolfgang Storch (* 1943 in Berlin) ist ein deutscher Dramaturg, Kurator, Regisseur und Autor. Er lebt in Berlin und in Volterra (Toskana, Italien).

## Leben
Wolfgang Storch wuchs nach dem Krieg in München auf. Nach dem Abitur 1962 studierte er in Köln, Wien, Hamburg und München Theaterwissenschaft, Kunstgeschichte und Germanistik. Als Regieassistent arbeitete er am Deutschen Schauspielhaus in Hamburg 1963–66. Erste Regiearbeiten folgten in Braunschweig 1966 und Düsseldorf 1968. Parallel erschienen die ersten Bücher und Dokumentationen. 1972/73 war er Dramaturg am Staatstheater Kassel, von 1980 bis 1983 am Schauspiel Frankfurt und 1985/86 am Schiller-Theater Berlin. Parallel dazu arbeitete er als Produktionsdramaturg und Regisseur. 1977 leitete Wolfgang Storch den Theaterverlag bei Suhrkamp. 1978 betreute er eine eigene Edition bei Felix Bloch Erben.
Seit den siebziger Jahren erarbeitet Wolfgang Storch Publikationen zu bestimmten thematischen Komplexen. Diese von ihm herausgegebenen Bücher, Kataloge und Zeitschriften sind zumeist auch von ihm gestaltet, verstanden als eigene Erzählform, eine mise en livre.
In den achtziger Jahren begann er Ausstellungen zu kuratieren: thematisch bezogene Kunstausstellungen und dokumentarische zur Theater- und Filmarbeit. Er entwickelte auf einzelne Orte bezogene, Sparten übergreifende Konzepte für künstlerische Manifestationen (Aufbrechen Amerika 1992, Dante Sequenzen Thüringen 1995, Station Weimar 1999, Für das Argument der Künste 2004).
1988 begann die Lehrtätigkeit in den Bühnenbildklassen von Achim Freyer (Hochschule der Künste Berlin, bis 1990) und Karl Kneidl (Kunstakademie Düsseldorf, bis 2009). 1995/96 war er Gastprofessor an der Johann Wolfgang Goethe-Universität Frankfurt am Main.
Seit 1975 lebt Wolfgang Storch in Berlin, seit 1992 auch in Volterra. Er war in erster Ehe verheiratet mit der Kostümbildnerin Gisela Storch-Pestalozza, mit der er zwei Söhne hat. 2000 heiratete er die Dramaturgin Klaudia Ruschkowski. Mit ihr hat er einen Sohn.

## Werk

### Zwanziger Jahre, Verhältnis der Künste
Die Wiederentdeckung der Zwanziger Jahre prägte die sechziger und siebziger Jahre und war von Anfang an Gegenstand der Arbeit von Wolfgang Storch: insbesondere die Auseinandersetzung mit Caspar Neher (Inszenierungsverzeichnis, Velber 1966), Wladimir Majakowski (Velber, 1969), Bertolt Brecht (Der Untergang des Egoisten Fatzer, Dramaturgie UA Berlin 1976, Regie Luxembourg 1998) und Franz Jung (Hrsg., Theaterstücke, Werke 7, 1989). Das Verhältnis der Künste zueinander, insbesondere von Theater und bildender Kunst, wurde ebenso ein Thema, das Wolfgang Storch seit den sechziger Jahren in Büchern dokumentiert (Bühne und bildende Kunst im XX. Jahrhundert, Velber 1968), in Ausstellungen verfolgt (Das szenische Auge, Institut für Auslandsbeziehungen 1995–2008) und in Aufsätzen untersucht (Gesamtkunstwerk, 2002).

### Die Begegnung mit Heiner Müller
1975 zog Wolfgang Storch nach Berlin, wo er frei als Dramaturg (Schaubühne am Halleschen Ufer, Schillertheater) und Regisseur (Forum-Theater, Schillerwerkstatt) arbeitete, an der Freien Universität Berlin unterrichtete und begann, Symposien und Lesungen zu organisieren (Berliner Festspiele). Am Forum-Theater inszenierte er eine Collage über das Kriegsende in Berlin: Neu beginnen kannst Du mit dem letzten Atemzug. Er wollte erkunden, in welchem Zustand die Stadt war, als er sie 1945 verlassen hatte. Im Zentrum stand der Text Das Laken von Heiner Müller. Dadurch lernte er Heiner Müller kennen, eine Begegnung, die für seine Arbeit bestimmend blieb. Er leitete die Werkschau Heiner Müller für das Programm „Berlin – Kulturstadt 1988“. 1988 legte er den Band Explosion of a Memory Heiner Müller DDR Ein Arbeitsbuch vor. Es folgten Ausstellungen mit Werken bildender Künstler zu Heiner Müller (For Heiner Müller, Lissabon 1997) und Ausstellungen zu dessen Theaterarbeit (Die Toten warten auf der Gegenschräge, Shizuoka 1999). Seit Gründung der Internationalen Heiner Müller Gesellschaft 1997 publiziert er in deren Auftrag die Reihe „Drucksache N.F.“, leitet seit 2001 zusammen mit Klaudia Ruschkowski Heiner Müller Werkstätten und gibt gemeinsam mit ihr Heiner Müller Werkbücher (Theater der Zeit) heraus. Parallel veröffentlicht er Essays. (Wüsten der Liebe, 2006).
Der Austausch mit Heiner Müller führte zur Zusammenarbeit mit wichtigen Autoren der DDR wie Thomas Brasch (Lovely Rita, UA Berlin 1978, Dramaturgie), Lothar Trolle (Weltuntergang in Berlin, UA Berlin 1979, Kleines Fernsehspiel 1980, Regie) und Einar Schleef (Zyklus Die Nibelungen, München 1987, Kurator) und mit Regisseuren wie B. K. Tragelehn (Tartuffe, Frankfurt 1980, Dramaturgie), Matthias Langhoff und Manfred Karge (Das Fatzer-Fragment, Hamburg 1978, Programm).

### Mythos und Tragödie
Seine in den achtziger Jahren einsetzende Beschäftigung mit den Mythen und der griechischen Tragödie steht ebenfalls unter dem Eindruck der Werke von Heiner Müller und derer von Richard Wagner. Realisiert in Ausstellungen, Aufführungen, Büchern und Texten. Den Anfang machte 1987 die Ausstellung Die Nibelungen – Bilder von Liebe, Verrat und Untergang im Haus der Kunst München. Die Auseinandersetzung mit Wagners Werk wurde zu einem Schwerpunkt in der Arbeit von Wolfgang Storch (Zum Raum wird hier die Zeit, Ausstellung, Berlin und Brüssel 1991; Jesus von Nazareth, UA des Fragmentes, Leipzig 1997, Regie; Der Raum Bayreuth, Frankfurt am Main 2003).

### Szenische Arbeiten, Ausstellungen, Arbeiten zum Film
Szenische Arbeiten außerhalb des Theaters entstanden und entstehen in Zusammenarbeit mit Musikern und Komponisten, um durch Kompositionen an einem zu entdeckenden Ort einen Raum für Texte zu schaffen: mit Heiner Goebbels (Prométhée, auf einem Parkplatz, Marseille 1991), mit Eberhard Kloke und Christoph Nel (Die Enden der Welt, eine Reise durch das Ruhrgebiet 1992), mit Hannes Zerbe (Die Edda, Festspielhaus Hellerau 1996), mit Jean-Jacques Lemaitre (Erster Traum, Augustinerkloster Erfurt 1997), mit Vladimir Tarasov (Even if you return, Ulysses, Teatro Romano di Volterra, 2004; Kunstfest Weimar 2004; Akademie der Künste Berlin 2007).
Als Kurator realisiert Wolfgang Storch Ausstellungen mit Werken zeitgenössischer Künstler, insbesondere mit Jannis Kounellis (Kounellis and the theatre, Delphi 2002), Magdalena Jetelová (Filottete, Rom 2004), Mark Lammert (Drucksache Nr. 5, 2000), Qin Yufen (Die Rolle der Geliebten, Berlin 2006) und Alejandro Gomez de Tuddo (In Mihiyotzin, in Motlahtoltzin, Volterra 2008). Parallel dazu betreut er Künstlerbücher und Kataloge.
Im Deutschen Filmmuseum Berlin kuratierte er 2003 die Ausstellung Götterdämmerung. Luchino Visconti. Die deutsche Trilogie (mit einer Videoinstallation von Thomas Heise). Seit 2008 leitet er zusammen mit dem italienischen Filmkritiker Gianni Rondolino in der Villa Vigoni die Vigoni-Gesprächsreihe zum Film: gewidmet 2008 dem Werk von Roberto Rossellini, 2009 dem Werk von  Werner Schroeter, 2010 dem Werk von Pier Paolo Pasolini.
Im Auftrag des Deutschen Historischen Museums Berlin gab Wolfgang Storch gemeinsam mit Klaudia Ruschkowski die Publikation Deutschland – Italien. Aufbruch aus Diktatur und Krieg heraus, die im März 2013 im Sandstein Verlag Dresden erschien.

### Das Mittelmeer, Italien, Volterra
Seit 1992 wohnt Wolfgang Storch auch in Volterra. Die Entscheidung für Italien korrespondierte auch mit der Arbeit an Projekten, die dem Austausch im Mittelmeer galten (Institut International du Théâtre de la Méditerranée, Tout est régi par l’éclair, Installation, Patras und Marseille 1991; Haus der Kulturen der Welt Berlin, Das weiße Meer. Literarische Erkundungen 1995/6; Maison Méditerranéenne des Sciences de l’Homme, Aix-en-Provence, Les représentationes de la Méditerranée, La Méditerranée allemande, 1998/2000). 2001 gründeten Wolfgang Storch und Klaudia Ruschkowski in Volterra die Associazione LE GUADALUPE spazio per le arti und veranstalten Symposien, Seminare und Werkstätten. In der Villa Le Guadalupe, die Künstlern und Freunden offensteht, finden Vorarbeiten zu Theater-, Kunst- und Buchprojekten statt.

## Publikationen (Auswahl)

### Bücher
- Nikolai Gogol. Velber 1967, München 1972
- Bühne und bildende Kunst im XX.Jahrhundert. dokumentiert von W.S., hrsg. von Henning Rischbieter, Velber 1968
- Vladimir Majakovskij. Velber 1969, München 1973
- Stücke der Zwanziger Jahre. (Hrsg.), Frankfurt a. M. 1977
- Geländewagen 1 Berlin. Heiner Müller zu seinem 50.Geburtstag. (Hrsg.), Berlin 1979
- Georg Schrimpf und Maria Uhden. Leben und Werk. (Hrsg.), Berlin 1985
- Siegfrieden. Politik mit einem deutschen Mythos. mit Herfried Münkler, Berlin 1988
- Explosion of A Memory  Heiner Müller DDR Ein Arbeitsbuch. (Hrsg.), Berlin 1988, ISBN 978-3-926175-57-1
- Franz Jung. Werke 7. Wie lange noch? Theaterstücke. (Hrsg.), Hamburg 1989
- Ein deutscher Traum – Zyklus auf das Jahr 1990. (Hrsg.), Bochum, Berlin 1990
- Der Ring am Rhein. (Hrsg.), Düsseldorf, Berlin 1991
- Die Sprache der Landschaft. Hrsg. mit Carmen Schäfer, Stuttgart 1993
- Bertolt Brecht après la chute. (Hrsg.), Paris 1993
- Mythos Prometheus. Hrsg. mit Burghard Damerau, Leipzig 1995
- Mythos Orpheus. (Hrsg.), Leipzig 1997
- Das weiße Meer. Erkundungen des Mittelmeeres. Hrsg. mit B.-U. Endriss und Bernd M. Scherer, Frankfurt/M. 1998
- Der Raum Bayreuth. Ein Auftrag aus der Zukunft. (Hrsg.), Frankfurt/M. 2002
- Mania Thebaia. Der thebanische Zyklus. (Hrsg.), Düsseldorf 2002, dt. und engl. Ausgabe
- Die Lücke im System. Philoktet Heiner Müller Werkbuch. Hrsg. mit Klaudia Ruschkowski, Berlin 2005
- Jannis Kounellis, Der Wind. Texte und Zeichnungen. (Hrsg.), Hamburg 2006
- Sire, das war ich. Leben Gundlings Friedrich von Preußen Lessings Schlaf Traum Schrei. Heiner Müller Werkbuch. Hrsg. mit Klaudia Ruschkowski, Berlin 2007
- Working for Paradise. Der Lohndrücker. Heiner Müller Werkbuch. Hrsg. mit Klaudia Ruschkowski und Peter Kammerer, Berlin 2011
- Deutschland – Italien. Aufbruch aus Diktatur und Krieg. Hrsg. mit Klaudia Ruschkowski im Auftrag des Deutschen Historischen Museums Berlin, Dresden 2013

### Ausstellungskataloge
- Material Brecht – Kontradiktionen 1968-76. Austin (Texas), 4. Kongress der Internationalen Brecht-Gesellschaft 1976
- Die Nibelungen – Bilder von Liebe, Verrat und Untergang. Haus der Kunst, München 1987
- Auf der Suche nach dem Gral. Musiktheater Amsterdam, 1990 Akademie der Künste zu Berlin, 1991
- Zum Raum wird hier die Zeit – Die Symbolisten und Richard Wagner. Akademie der Künste zu Berlin,  Marstall, 1991, Maison du spectacle-Bellone, Théâtre de la Monnaie, Brüssel 1991
- Das szenische Auge – Bildende Kunst und Theater. Institut für Auslandsbeziehungen, Berlin 1996 – Welttournee bis 2008
- For Heiner Müller. Gilles Aillaud, Christian Boltanski, Rebecca Horn, Magdalena Jetelová, Jannis Kounellis, Mark Lammert, Pedro Cabrita Reis, Centro Cultural de Belém, Lissabon 1997
- Das Ewige Nun. Skulpturen aus Thüringer Kirchen, Werke von Adalbert Trillhaase und Gerhard Altenbourg, Galerie Haus zum Güldenen Krönbacken, Europäisches Kulturzentrum in Thüringen, Erfurt 1997
- Jannis Kounellis and the Theatre. European Cultural Centre of Delphi, 2002
- Götterdämmerung. Luchino Visconti. Die deutsche Trilogie. Deutsches Filmmuseum Berlin, 2003
- Filottete. Jannis Kounellis e Magdalena Jetelova. Galleria Opera Paese, Rom, 2004, mit Maurizio Marrone und Klaudia Ruschkowski

### Periodika
- Drucksache N.F., hrsg. im Auftrag der Internationalen Heiner Müller Gesellschaft, Richter Verlag Düsseldorf

Nr. 1 Paul Virilio, 1999, Nr. 2 Jannis Kounellis, 2000, Nr. 3 Wolfgang Rihm, 2000, Nr. 4 Boris Michailow, 2000, Nr. 5  Mark Lammert, 2000, Nr. 6 Laymert Garcia dos Santos, Brasilien, 2001. In der Edition Nautilus, Hamburg: Nr. 7 Etel Adnan, 2005

### Aufsätze
- Brief an Marisa Fabbri. (Zu Heiner Müller) In: Kalkfell, Berlin 1996. Ital. In: Pioggia Obliqua Nr. 14, Firenze 1999
- Brief an Zaneta Vangeli. (Zu Einar Schleef). In: Bild der Bühne, Berlin 1998
- Lettre au poète Adonis. In: Les représentations de la Méditerranée. La Méditerranée allemande, Paris 2000. Ital. In: Rappresentare il Mediterraneo. Lo sguardo tedesco, Messina 2002
- Gesamtkunstwerk. In: Historisches Wörterbuch ästhetischer Grundbegriffe, Bd. 2, Stuttgart-Weimar 2001
- Ecce Homo. In: Einar Schleef. Arbeitsbuch, Berlin 2002
- Heiner Müller und die bildenden Künste. In: Heiner Müller-Handbuch, Stuttgart-Weimar 2003
- Antigone oder die Erscheinung des Antitheos bei Hölderlin, Wagner und Nietzsche. In: AufBrüche, Berlin 2004
- „Die Räuber“ und „Antigone“, „Die Götter Griechenlands“, „Brod und Wein“. In: Ästhetik und Kommunikation, H. 128, Frühjahr 2005
- Wüsten der Liebe. Heiners Müllers „Todesanzeige“. In: Lettre International 71, Winter 2005
- Die Tragödie geht leer aus. Nachwort in: Heiner Müller / Sophokles, „Philoktet“, Frankfurt/M. 2006
- Viscontis Deutschland. In: Lettre International 78, Winter 2007
- Ivan Bazaks Häuser. In: Ivan Bazak. Häuser/Houses, Köln 2008
- Totentanz und Rosenfest. Die preußische Tragödie. In: Lettre International 84, Frühjahr 2009
- Sehen heißt die Bilder töten. In: Theatrographie. Heiner Müllers Theater der Schrift, Berlin 2009
- Wege zu Fidelio. In: Entwürfe der Bühnenbildklasse zu Ludwig van Beethovens Oper, Kunstakademie Düsseldorf, Katalog Kunstverein Recklinghausen 2009
- Brief an Peter Handke. Anlässlich der Inszenierung Dimiter Gotscheffs von „Immer noch Sturm“. In: Dimiter Gotscheff. Dunkel das uns blendet. Arbeitsbuch 2013, Berlin 2013
- Der Mediävist und der Enzyklopädist. Zum Wirken von Peter Wapnewski und Karlheinz Barck. In: Weimarer Beiträge, 4/2014
- Programmheft-Streit in Hamburg 1978. In: „Euer Kleist! Spielt ihr ihn?“, Kleist-Museum, Frankfurt (Oder) 2015